# Băng thông rộng
Trong viễn thông, băng thông rộng là một đường truyền dữ liệu mà cho phép truyền nhiều tín hiệu và nhiều đường cùng lúc. Đường dẫn truyền có thể là cáp đồng trục, cáp quang, radio hoặc cáp xoắn đôi.
Trong bối cảnh truy cập Internet, băng thông rộng được sử dụng chỉ bất kỳ phương pháp truy cập Internet tốc độ cao nào luôn luôn kết nối và nhanh hơn truy cập quay số trên các dịch vụ analog cổ điển hoặc ISDN và PSTN.

## Tổng quan
Các tiêu chí khác nhau về thế nào là "rộng" đã được áp dụng trong các bối cảnh khác nhau và vào các thời điểm khác nhau. Nguồn gốc của nó là trong vật lý, âm học, và kỹ thuật hệ thống vô tuyến điện, nơi nó đã được sử dụng với một ý nghĩa tương tự như "wideband". Sau đó, với sự xuất hiện của truyền dữ liệu dạng số, thuật ngữ này chủ yếu được sử dụng để truyền đa kênh. Trong khi một tín hiệu passband cũng được điều chế sao cho nó chiếm được tần số cao hơn (so với tín hiệu baseband bị ràng buộc vào điểm thấp nhất của dải băng tần), nó vẫn chiếm một kênh đơn lẻ. Điểm khác biệt chính là những gì thường được coi là tín hiệu băng thông rộng theo nghĩa này là tín hiệu chiếm nhiều băng thông (không che đậy, trực giao), do đó cho phép truyền dữ liệu nhiều hơn trên một môi trường đơn lẻ nhưng phức tạp hơn trong mạch truyền và nhận.
Thuật ngữ này được phổ biến rộng rãi qua những năm 1990 như một thuật ngữ tiếp thị cho truy cập Internet nhanh hơn quay số, vốn công nghệ truy cập Internet ban đầu, bị giới hạn ở băng thông tối đa 56 kbit/s. Ý nghĩa này chỉ liên quan tới ý nghĩa kỹ thuật ban đầu của nó.

## Công nghệ băng thông rộng

### Viễn thông
Trong viễn thông, một phương thức tín hiệu băng thông rộng là một phương thức xử lý một dải tần số rộng. "Băng thông rộng" là một thuật ngữ tương đối, được hiểu theo ngữ cảnh của nó. Băng thông của kênh càng rộng (hoặc rộng hơn), khả năng mang dữ liệu càng lớn, với cùng chất lượng kênh.
Ví dụ, trong radio, một băng tần rất hẹp sẽ mang mã Morse, băng tần rộng hơn sẽ có lời nói và băng tần rộng hơn nữa sẽ mang âm nhạc mà không làm mất tần số âm thanh cao cần thiết để tái tạo âm thanh trung thực. Dải rộng này thường được chia thành các kênh hoặc "frequency bins" bằng cách sử dụng các kỹ thuật băng thông để cho phép ghép kênh phân chia tần số thay vì gửi tín hiệu chất lượng cao hơn.
Trong giao tiếp dữ liệu, modem 56k sẽ truyền tốc độ dữ liệu 56kbit/s qua đường dây điện thoại rộng 4 kilohertz (băng tần hẹp hoặc băng thoại). Vào cuối những năm 1980, Mạng kỹ thuật số dịch vụ tích hợp băng thông rộng (B-ISDN) đã sử dụng thuật ngữ này để chỉ một phạm vi tốc độ bit rộng, không phụ thuộc vào chi tiết điều chế vật lý. Các hình thức khác nhau của dịch vụ kênh thuê bao số (DSL) là băng thông rộng theo nghĩa là thông tin kỹ thuật số được gửi qua nhiều kênh. Mỗi kênh có tần số cao hơn kênh thoại cơ sở, do đó, kênh này có thể hỗ trợ dịch vụ điện thoại cũ đơn giản trên một cặp dây cùng một lúc. Tuy nhiên, khi cùng một dòng được chuyển đổi thành một dây xoắn đôi không tải (không có bộ lọc điện thoại), nó sẽ trở nên rộng hàng trăm kilohertz (băng thông rộng) và có thể mang tới 100 megabit mỗi giây bằng kỹ thuật số tốc độ rất cao kỹ thuật đường dây thuê bao (VDSL hoặc VHDSL).

### Mạng máy tính
Nhiều mạng máy tính sử dụng mã dòng đơn giản để truyền một loại tín hiệu bằng băng thông đầy đủ của phương tiện bằng cách sử dụng băng tần cơ sở của nó (từ 0 đến tần số cao nhất cần thiết). Hầu hết các phiên bản của họ Ethernet phổ biến được đặt tên 10BASE5 ban đầu của thập niên 1980 để chỉ ra điều này.
Các mạng sử dụng modem cáp trên cơ sở hạ tầng truyền hình cáp tiêu chuẩn được gọi là băng thông rộng để chỉ ra dải tần số rộng có thể bao gồm nhiều người dùng dữ liệu cũng như các kênh truyền hình truyền thống trên cùng một cáp. Các hệ thống băng thông rộng thường sử dụng tần số vô tuyến khác nhau được điều chế bởi tín hiệu dữ liệu cho từng băng tần.
Tổng băng thông của phương tiện lớn hơn băng thông của bất kỳ kênh nào.
Biến thể băng thông rộng 10BROAD36 của Ethernet đã được chuẩn hóa vào năm 1985, nhưng không thành công về mặt thương mại.
Chuẩn DOCSIS đã có sẵn cho người tiêu dùng vào cuối những năm 1990, để cung cấp truy cập Internet cho khách hàng dân cư truyền hình cáp. Các vấn đề tiếp tục bị nhầm lẫn bởi thực tế là tiêu chuẩn 10PASS-TS cho Ethernet được phê chuẩn năm 2008 đã sử dụng công nghệ DSL và cả cáp và modem DSL thường có đầu nối Ethernet trên chúng.

### TV và video
Ăng ten truyền hình có thể được mô tả là "băng thông rộng" vì nó có khả năng thu được nhiều kênh, trong khi ăng ten một tần số hoặc Lo-VHF là "băng tần hẹp" vì nó chỉ nhận được 1 đến 5 kênh. "Băng thông rộng" trong phân phối video analog thường được sử dụng để chỉ các hệ thống như truyền hình cáp, trong đó các kênh riêng lẻ được điều chế trên các sóng mang ở tần số cố định. Trong ngữ cảnh này, baseband là từ trái nghĩa của thuật ngữ, đề cập đến một kênh duy nhất của video tương tự, thường ở dạng tổng hợp với âm thanh băng gốc. Việc giải điều chế chuyển đổi video băng thông rộng thành video cơ sở. Cáp quang cho phép tín hiệu được truyền đi xa hơn mà không bị lặp lại. Các công ty cáp sử dụng một hệ thống lai sử dụng sợi quang để truyền tín hiệu đến các vùng lân cận và sau đó thay đổi tín hiệu từ ánh sáng sang tần số vô tuyến để được truyền qua cáp đồng trục đến nhà. Làm như vậy sẽ giảm việc sử dụng nhiều đầu. Một đầu cuối tập hợp tất cả thông tin từ các mạng cáp và kênh phim địa phương và sau đó cung cấp thông tin vào hệ thống.
Tuy nhiên, "video băng thông rộng" trong bối cảnh phát trực tuyến video trên Internet có nghĩa là các tệp video có tốc độ bit đủ cao để yêu cầu truy cập Internet băng thông rộng để xem. "Video băng thông rộng" đôi khi cũng được sử dụng để mô tả Video theo yêu cầu IPTV.

### Công nghệ thay thế
Đường dây điện cũng đã được sử dụng cho các loại truyền thông dữ liệu khác nhau. Mặc dù một số hệ thống cho điều khiển từ xa dựa trên tín hiệu băng thông hẹp, các hệ thống tốc độ cao hiện đại sử dụng tín hiệu băng thông rộng để đạt được tốc độ dữ liệu rất cao. Một ví dụ là chuẩn ITU-T G.hn cung cấp cách tạo mạng cục bộ lên tới 1 Gigabit/giây (được coi là tốc độ cao kể từ năm 2014) bằng cách sử dụng hệ thống dây điện trong nhà và kinh doanh hiện tại (bao gồm cả đường dây điện, nhưng cũng có đường dây điện thoại và cáp đồng trục).
Năm 2014, các nhà nghiên cứu tại Viện Khoa học và Công nghệ Tiên tiến Hàn Quốc đã có những phát triển về việc tạo ra các thiết bị quang học băng rộng cực nông.

## Internet băng thông rộng
Trong ngữ cảnh Truy cập Internet, thuật ngữ "băng thông rộng" được sử dụng một cách lỏng lẻo có nghĩa là "truy cập luôn luôn bật và nhanh hơn truy cập dial-up truyền thống".
Đôi khi, một số định nghĩa chính xác hơn về tốc độ đã được quy định, bao gồm:
- "Lớn hơn tốc độ chính" (dao động trong khoảng 1,5 đến 2 Mbit/s) - CCITT trong "dịch vụ băng thông rộng" vào năm 1988.[16]
- "Truy cập Internet luôn luôn bật và nhanh hơn truy cập quay số truyền thống"[14] —US National Broadband Plan năm 2009[17]
- 4 Mbit/s Tải xuống, 1 Mbit/s tải lên - FCC, 2010[18]
- 25 Mbit/s tải xuống, 3 Mbit/s tải lên - FCC, 2015[18]

Dịch vụ Internet băng thông rộng tại Hoa Kỳ đã được đối xử hoặc quản lý một cách hiệu quả như một tiện ích công cộng theo các quy tắc mạng trung lập cho đến khi bị lật đổ bởi FCC vào tháng 12 năm 20177.

## Hạn mức tốc độ
Một số cơ quan quản lý quốc gia và quốc tế phân loại các kết nối băng thông rộng theo tốc độ tải lên và tốc độ tải xuống, được nêu trong Mbps (megabits mỗi giây).
| Term                | Regulator(s)      | Min Download Mbps | Min Upload Mbps | Notes |
| ------------------- | ----------------- | ----------------- | --------------- | ----- |
| Full fibre / FFTP/H | Ofcom             | 100               | 1               |       |
| Gigabit             | EU                | 1000              | 1               |       |
| Ultrafast           | Ofcom             | 300               | 1               |       |
| Ultra-fast / Gfast  | EU, Chính phủ Anh | 100               | 1               |       |
| Fast                | EU                | 30                |                 |       |
| Superfast           | Ofcom             | 30                | 1               |       |
| Superfast           | Chính phủ Anh     | 24                | 1               |       |
| Băng thông rộng     | FCC               | 25                | 3               |       |
| Băng thông rộng     | Ofcom             | 10                | 1               |       |